# Germana Marucelli

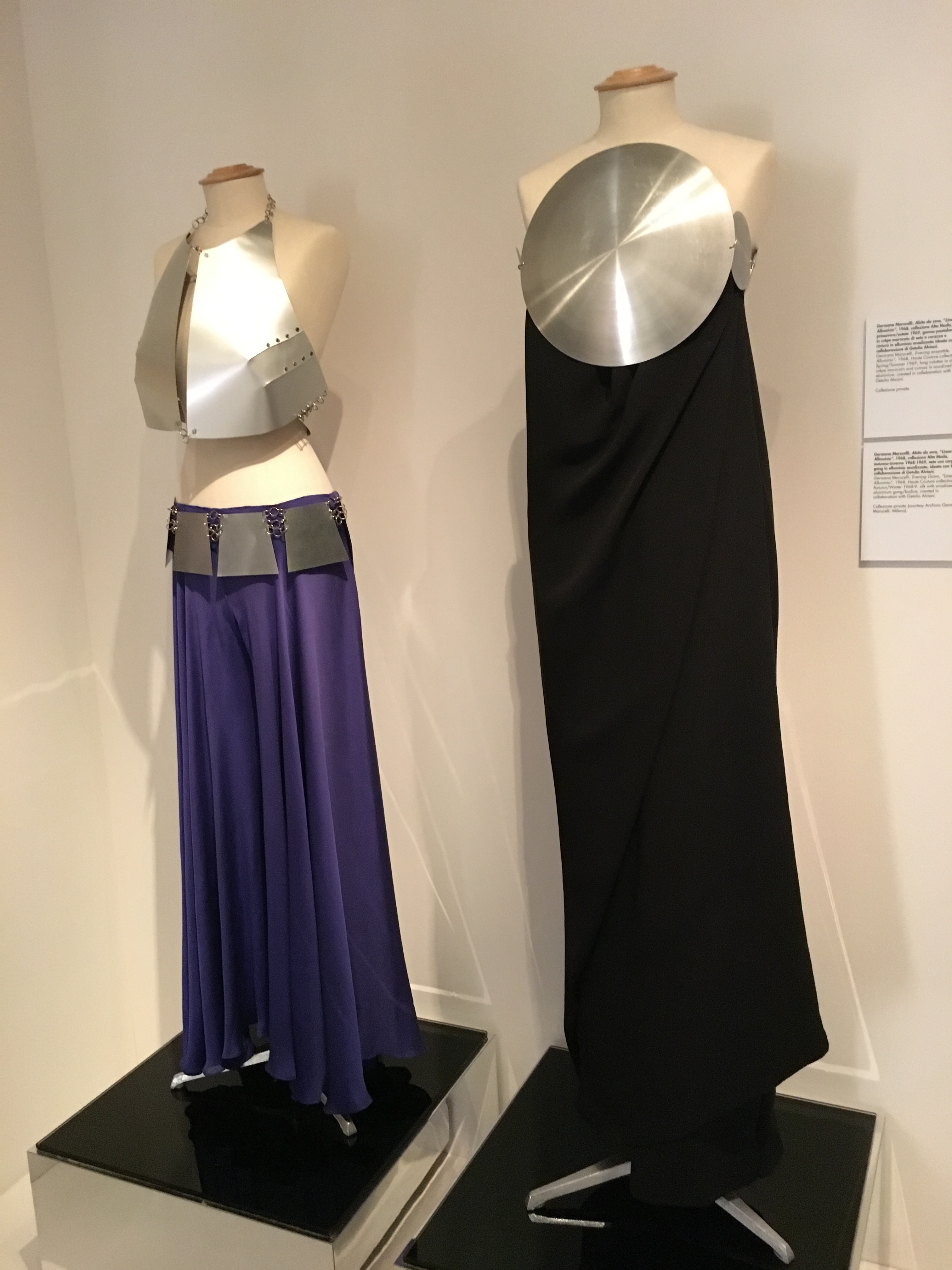
Linea "Alluminio". 1968

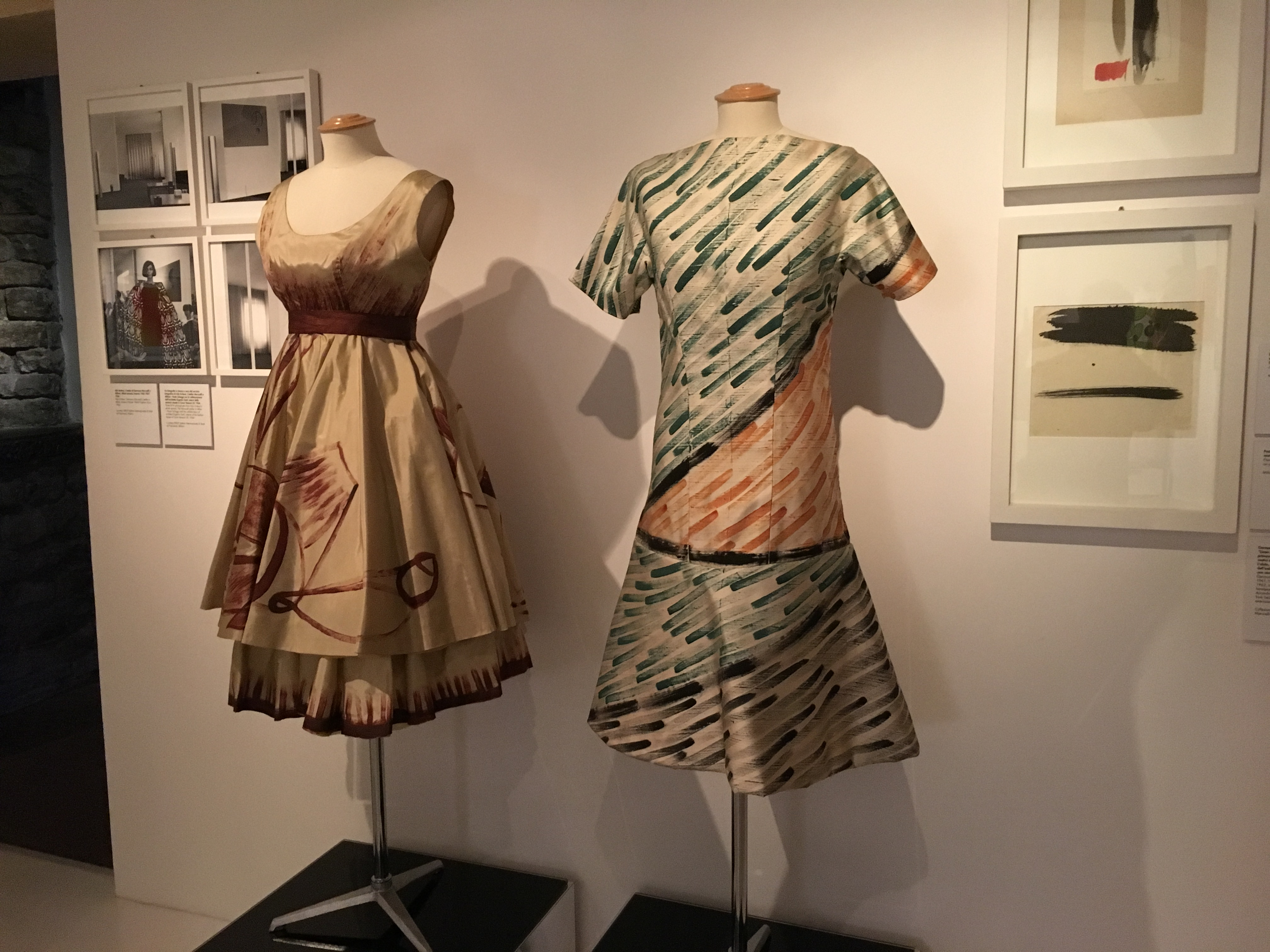
1961. Abiti dipinti a mano da Paolo Scheggi

Germana Marucelli (Settignano, 13 ottobre 1905 – Milano, 23 febbraio 1983) è stata una stilista italiana.

## Biografia
Nata a Settignano (Firenze) da una famiglia di artigiani, dopo le elementari a 11 anni cominciò a lavorare come apprendista nella sartoria degli zii, Chiostri. Nel 1925 lasciò la famiglia Chiostri per lavorare in un altro atelier fiorentino; nel 1932 fu nominata direttrice della sartoria Gastaldi di Genova.
Nel 1938 si trasferì a Milano, dove in via Borgospesso aprì il suo primo atelier. Durante la guerra fu costretta ad abbandonare Milano e a trasferirsi a Stresa, ospite dell'amica e affezionata cliente Flora d’Elys. Durante gli anni della guerra elaborò una nuova concezione della moda, caratterizzata dalla silhouette a clessidra, anticipando così Christian Dior.
In 1948 collaborò con il pittore e scenografo Piero Zuffi per una collezione ispirata al surrealismo e lo stesso anno fu nominata responsabile di produzione e comunicazione dell'azienda tessile SNIA Viscosa.
Grazie a questo ruolo fu in grado di rilevare l'attività dell'atelier "Ventura" in Corso Venezia, dove avviò un laboratorio e i cosiddetti "giovedì di Germana Marucelli", incontri culturali settimanali a cui partecipavano artisti e intellettuali. Nel 1950 fondò e finanziò un premio alla poesia, il Premio San Babila.
Fece parte nel 1952, del gruppo di famosi stilisti dell'epoca quali Vincenzo Ferdinandi, Roberto Capucci, la Sartoria Antonelli, l'atelier Carosa, Giovannelli-Sciarra, Polinober, la Sartoria Vanna, Jole Veneziani e sedici ditte di sportswear e boutique che parteciparono alla prima storica sfilata organizzata dal fondatore dell'alta moda italiana, Giovanni Battista Giorgini presso la Sala Bianca di Palazzo Pitti a Firenze. Una giovanissima Oriana Fallaci inviata dal settimanale Epoca ne raccontò la cronaca.